# Адриан VI
Вижте пояснителната страница за други личности с името Адриан.
Адриан VI (на латински: Hadrianus VI), светско име Адриан Флорис Дедел/Адриан Флоренсзон Буйенс (Adrian Florisz Dedel/Adrian Florenszoon Boeyens), е единственият нидерландец, избиран за папа и последният неиталиански папа преди Йоан Павел II. Избран е за римски папа през 1522 г.
Адриан е роден на 2 март 1459 г. в семейството на занаятчия от Утрехт. Става професор по теология и по-късно ректор на Лувенския университет. От 1507 г. е възпитател на бъдещия император Карл V. През 1516 г. е назначен от папа Лъв Х за инквизитор на Арагон и Навара. От 1517 г. е кардинал. След като е избран за папа, се бори безуспешно с Реформацията, опитва се да реформира римската курия, да помири император Карл V и френския крал Франсоа I и да ги обедини в кръстоносен поход срещу турците.